# Ruta IM26 (Lima)
La ruta IM26 o "la C" es una línea de autobús de transporte público del área metropolitana de Lima, que conecta los distritos de San Martín de Porres y San Juan de Lurigancho. El trayecto de esta ruta consta de 117 o 112 paradas dependiendo de la dirección y dura aproximadamente entre 3 y 4 horas. 

## Características
Esta ruta de transporte público está administrada por la empresa de transportes Huáscar S.A., la cual maneja también las rutas IO52, 3807 y 8521, que transitan por la urbe limeño-chalaca.

### Autorización
La ruta IM26 se encuentra autorizada por la Municipalidad Provincial del Callao (MPC) y la Autoridad de Transporte Urbano (ATU).

## Trayecto
Los autobuses de la ruta IM26 (aprox. 90) comienzan a operar a las 5:00 a.m. y terminan a las 10:00 p.m. por los distritos del Callao y Bellavista en la Provincia Constitucional del Callao y por los distritos de San Martín de Porres, San Miguel, Magdalena del Mar, Pueblo Libre, Jesús María, Breña, La Victoria, Lima, Rímac y San Juan de Lurigancho en la provincia de Lima; pasando por importantes lugares, tales como el Óvalo Huandoy, el aeropuerto Jorge Chávez, el hospital San José, el centro comercial Plaza San Miguel, las plazas Bolognesi y Miguel Grau, el parque Universitario, el Congreso de la República, la plaza de Acho y las estaciones del tren Caja de Agua, San Carlos, San Martín, Santa Rosa y Bayóvar.

### Terminales
Su terminal de ida se encuentra en la urbanización San Diego II Etapa, en San Martín de Porres y su terminal de vuelta se encuentra en el asentamiento humano Mariátegui, en San Juan de Lurigancho.

### Recorrido
| Dirección                         | Avenidas y calles |
| --------------------------------- | --- |
| Ida Hacia San Juan de Lurigancho  | Av. Paramonga - Av. Santa Teresa de Niño Jesús - C. Santa Verónica - C. Santa María de los Ángeles - Av. San Diego - Av. Canta Callao - Av. Rómulo Betancourt - Av. 2 de Octubre - Av. Los Próceres de Huandoy - Av. Naranjal - Av. Canta Callao - Av. Elmer Faucett - Av. La Marina - Av. Antonio José de Sucre - Jr. Junín - Av. Brasil - Av. 9 de Diciembre - Av. Miguel Grau - Av. José Gálvez - Jr. Antonio Raimondi - Av. Manco Cápac - Av. Abancay - Av. 9 de Octubre - Av. Próceres de la Independencia - Av. Lima - Av. Las Flores de Primavera - Av. Canto Grande - Av. El Sol - Av. Fernando Wiesse - Av. Ampliación Oeste - Av. Del Mercado - Jr. Las Lomas. |
| Vuelta Hacia San Martín de Porres | Jr. Las Lomas - Av. Del Mercado - Av. Ampliación Oeste - Av. Fernando Wiesse - Av. El Sol - Av. Las Flores de Primavera - Av. Lima - Av. Próceres de la Independencia - Av. 9 de Octubre - Av. Abancay - Av. Miguel Grau - Av. 9 de Diciembre - Av. Brasil - Av. La Marina - Av. Elmer Faucett - Av. Canta Callao - Av. Naranjal - Av. Próceres de Huandoy - Av. 2 de Octubre - Av. Rómulo Betancourt - Av. Canta Callao - Av. San Diego - C. Santa María de los Ángeles - C. Santa Verónica - C. Santa Teresa de Niño Jesús - Av. Paramonga. |

## Rutas relacionadas
IO52 (Callao - San Juan de Lurigancho), 3807 (San Juan de Lurigancho - Lurín), 8521 (Villa El Salvador - Jesús María).